# Fontaine-sous-Préaux
Fontaine-sous-Préaux es una comuna francesa situada en el departamento de Sena Marítimo, en la región de Normandía.

## Demografía
| 174 | 186 | 263 | 304 | 474 | 464 | 541 |
| Para los censos de 1962 a 1999 la población legal corresponde a la población sin duplicidades (Fuente: INSEE [Consultar]) |     |     |     |     |     |     |